# Lydnevi
Lydnevi là một ngôn ngữ nhân tạo, được Libor Sztemon.

## Kinh Lạy Cha
Otec navo,
Jaš jési na nebesai,
Da jest posvetyn tavo nam.
Da jest prihedyn tavo kralestvo.
Da jest stanyn tavo vilja, jako na nébe, tako y na zéma.
As navo bréd e keždanyn davat i nave danas.
Ø adpoštat i nave as navo dluhem
jako y me adpoštalesom i navo dluhare.
Ø nevøvedat as nave vø pokušenje,
ale nesvabodat as nave é zølyn.
Navad tavo jest kralestvo y moc y slava navéke.
Amén.